# La Moneda
La Moneda je neoklasicistní palác v chilském hlavním městě Santiago de Chile. Nachází se v centru města, na jeho severní straně leží náměstí Ústavy (Plaza de la Constitución) a na jižní náměstí Občanství (Plaza de la Ciudadanía). Patří chilskému státu a slouží jako sídlo prezidenta, prezidentské kanceláře, ministerstva vnitra a úřadu vlády.
Stavba paláce byla zahájena v roce 1784 podle projektu italského architekta Joaquína Toescy a dokončena v roce 1805. Od roku 1814 se zde razily peníze nezávislého Chile, odtud pojmenování La Moneda (v překladu „mincovna“). V roce 1845 sem prezident Manuel Bulnes přenesl své sídlo z bývalého guvernérského paláce.

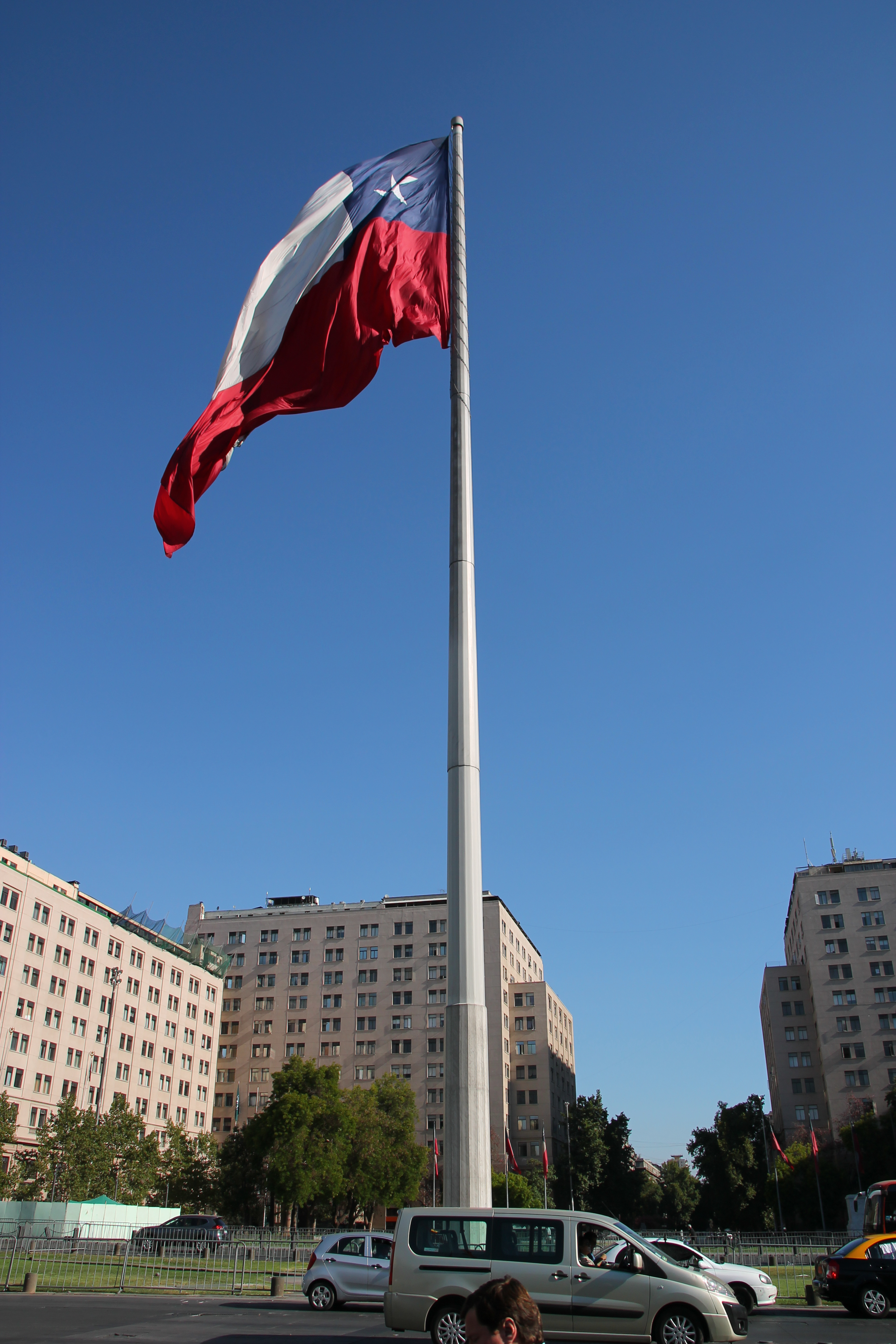
Obří vlajka Chile před La Monedou na náměstí Plaza de la Ciudadanía, stožár s vlajkou byl vztyčen k 200. výročí vzniku Chile v roce 2010

Při státním převratu 11. září 1973 byla La Moneda bombardována vojenským letectvem a prezident Salvador Allende se v obklíčeném paláci zastřelil. Oprava poničené budovy byla dokončena v roce 1981. V roce 2000 byla před budovou odhalena Allendeho socha. V roce 2003 povolil Ricardo Lagos vstup veřejnosti na nádvoří paláce, v roce 2006 bylo v podzemí objektu zřízeno kulturní centrum s výstavními sály a filmotékou. Každodenní atrakcí je střídání čestné stráže karabiniérů před palácem. Tradicí je, že prezident může kromě hlavní brány využívat ke vstupu i nenápadné dveře z ulice Morandé, číslo popisné 80, které jsou symbolem občanské rovnosti.